# Neuilly-le-Brignon
Pour les articles homonymes, voir Neuilly.
Neuilly-le-Brignon est une commune française du département d'Indre-et-Loire, en région Centre-Val de Loire.

## Géographie
| Descartes | Cussay             |        |
|           | Neuilly-le-Brignon | Paulmy |
| Abilly    | Le Grand-Pressigny |        |

### Hydrographie

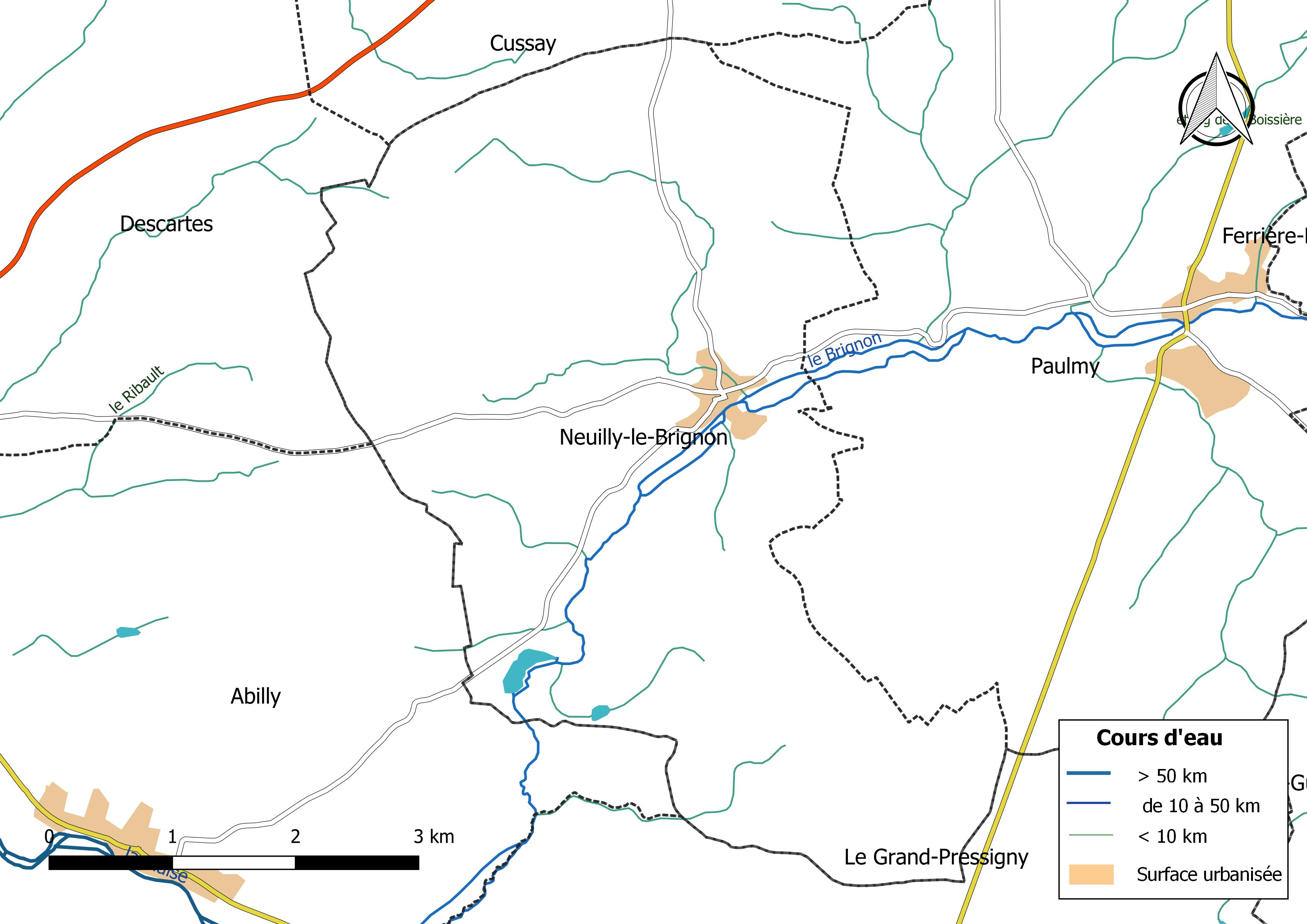
Réseau hydrographique de Neuilly-le-Brignon.

Le réseau hydrographique communal, d'une longueur totale de 20,98 km, comprend un cours d'eau notable, le Brignon (4,376 km), et neuf petits cours d'eau pour certains temporaires,.
Le Brignon, d'une longueur totale de 26,3 km, prend sa source à 127 mètres d'altitude sur le territoire de la commune de Saint-Flovier et se jette  dans la Claise à Abilly, après avoir traversé 7 communes. 
Sur le plan piscicole, le Brignon est classé en deuxième catégorie piscicole. Le groupe biologique dominant est constitué essentiellement de poissons blancs (cyprinidés) et de carnassiers (brochet, sandre et perche).
Une zone humide a été répertoriée sur la commune par la direction départementale des territoires (DDT) et le Conseil départemental d'Indre-et-Loire : « l'étang de La Guerrière »,.

### Climat
Pour des articles plus généraux, voir Climat du Centre-Val de Loire et Climat d'Indre-et-Loire.
En 2010, le climat de la commune est de type climat océanique dégradé des plaines du Centre et du Nord, selon une étude du CNRS s'appuyant sur une série de données couvrant la période 1971-2000. En 2020, Météo-France publie une typologie des climats de la France métropolitaine dans laquelle la commune est exposée à un climat océanique altéré et est dans la région climatique Centre et contreforts nord du Massif Central, caractérisée par un air sec en été et un bon ensoleillement.
Pour la période 1971-2000, la température annuelle moyenne est de 11,4 °C, avec une amplitude thermique annuelle de 14,7 °C. Le cumul annuel moyen de précipitations est de 734 mm, avec 11,1 jours de précipitations en janvier et 6,7 jours en juillet. Pour la période 1991-2020, la température moyenne annuelle observée sur la station météorologique de Météo-France la plus proche, sur la commune de Ferrière-Larçon à 7 km à vol d'oiseau, est de 12,2 °C et le cumul annuel moyen de précipitations est de 709,6 mm,. Pour l'avenir, les paramètres climatiques de la commune estimés pour 2050 selon différents scénarios d'émission de gaz à effet de serre sont consultables sur un site dédié publié par Météo-France en novembre 2022.

## Urbanisme

### Typologie
Au 1er janvier 2024, Neuilly-le-Brignon est catégorisée commune rurale à habitat dispersé, selon la nouvelle grille communale de densité à sept niveaux définie par l'Insee en 2022.
Elle est située hors unité urbaine et hors attraction des villes,.

### Occupation des sols
L'occupation des sols de la commune, telle qu'elle ressort de la base de données européenne d’occupation biophysique des sols Corine Land Cover (CLC), est marquée par l'importance des territoires agricoles (91,1 % en 2018), en diminution par rapport à 1990 (93,6 %). La répartition détaillée en 2018 est la suivante : 
terres arables (82 %), forêts (7,7 %), zones agricoles hétérogènes (6,1 %), prairies (3 %), zones urbanisées (1,2 %). L'évolution de l’occupation des sols de la commune et de ses infrastructures peut être observée sur les différentes représentations cartographiques du territoire : la carte de Cassini (XVIIIe siècle), la carte d'état-major (1820-1866) et les cartes ou photos aériennes de l'IGN pour la période actuelle (1950 à aujourd'hui).

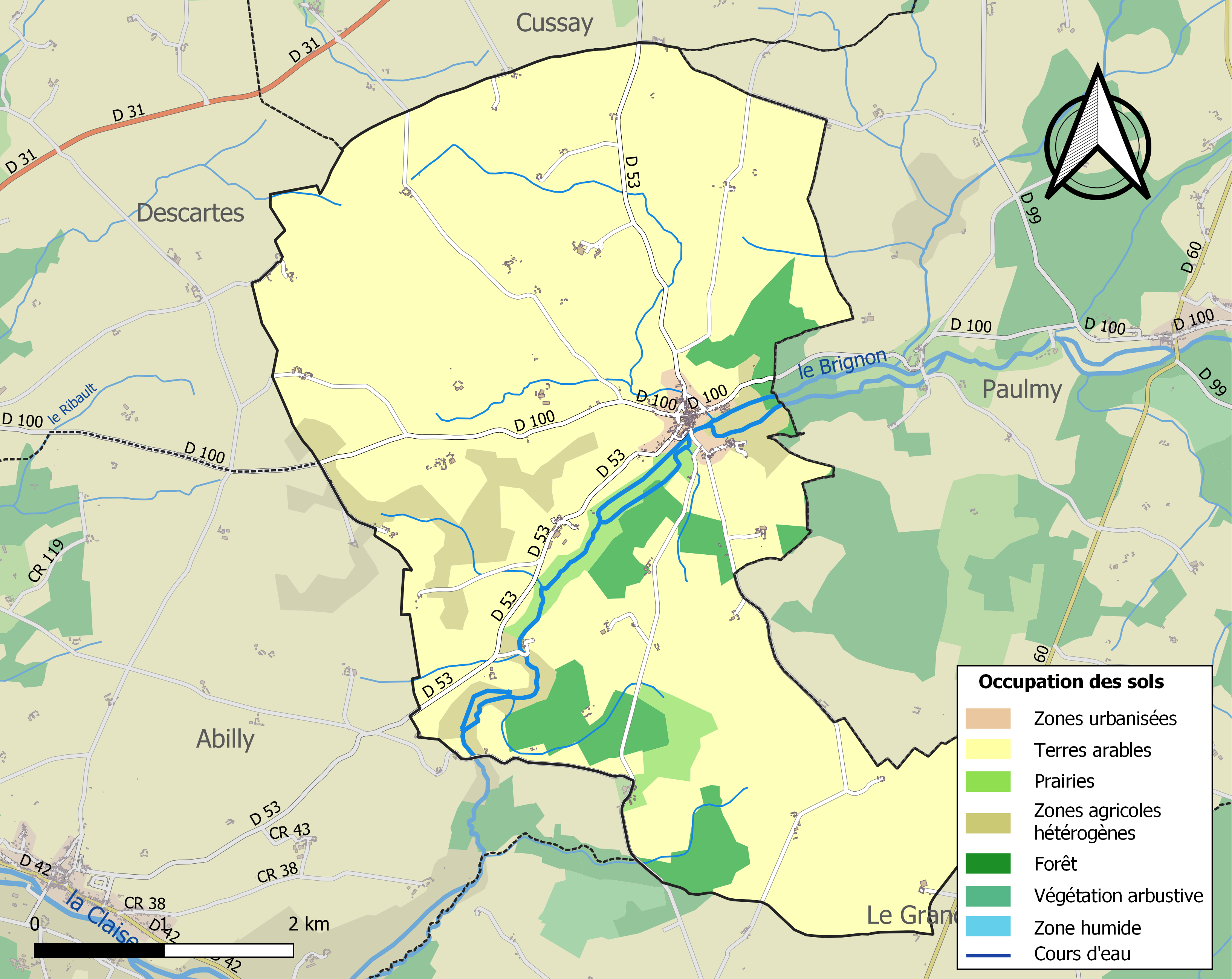
Carte des infrastructures et de l'occupation des sols de la commune en 2018 (CLC).

### Risques majeurs
Le territoire de la commune de Neuilly-le-Brignon est vulnérable à différents aléas naturels : météorologiques (tempête, orage, neige, grand froid, canicule ou sécheresse), feux de forêts et séisme (sismicité faible). Un site publié par le BRGM permet d'évaluer simplement et rapidement les risques d'un bien localisé soit par son adresse soit par le numéro de sa parcelle.
Pour anticiper une remontée des risques de feux de forêt et de végétation vers le nord de la France en lien avec le dérèglement climatique, les services de l’État en région Centre-Val de Loire (DREAL, DRAAF, DDT) avec les SDIS ont réalisé en 2021 un atlas régional du risque de feux de forêt, permettant d’améliorer la connaissance sur les massifs les plus exposés. La commune, étant pour partie dans le massif de Paulmy, est classée au niveau de risque 2, sur une échelle qui en comporte quatre (1 étant le niveau maximal).

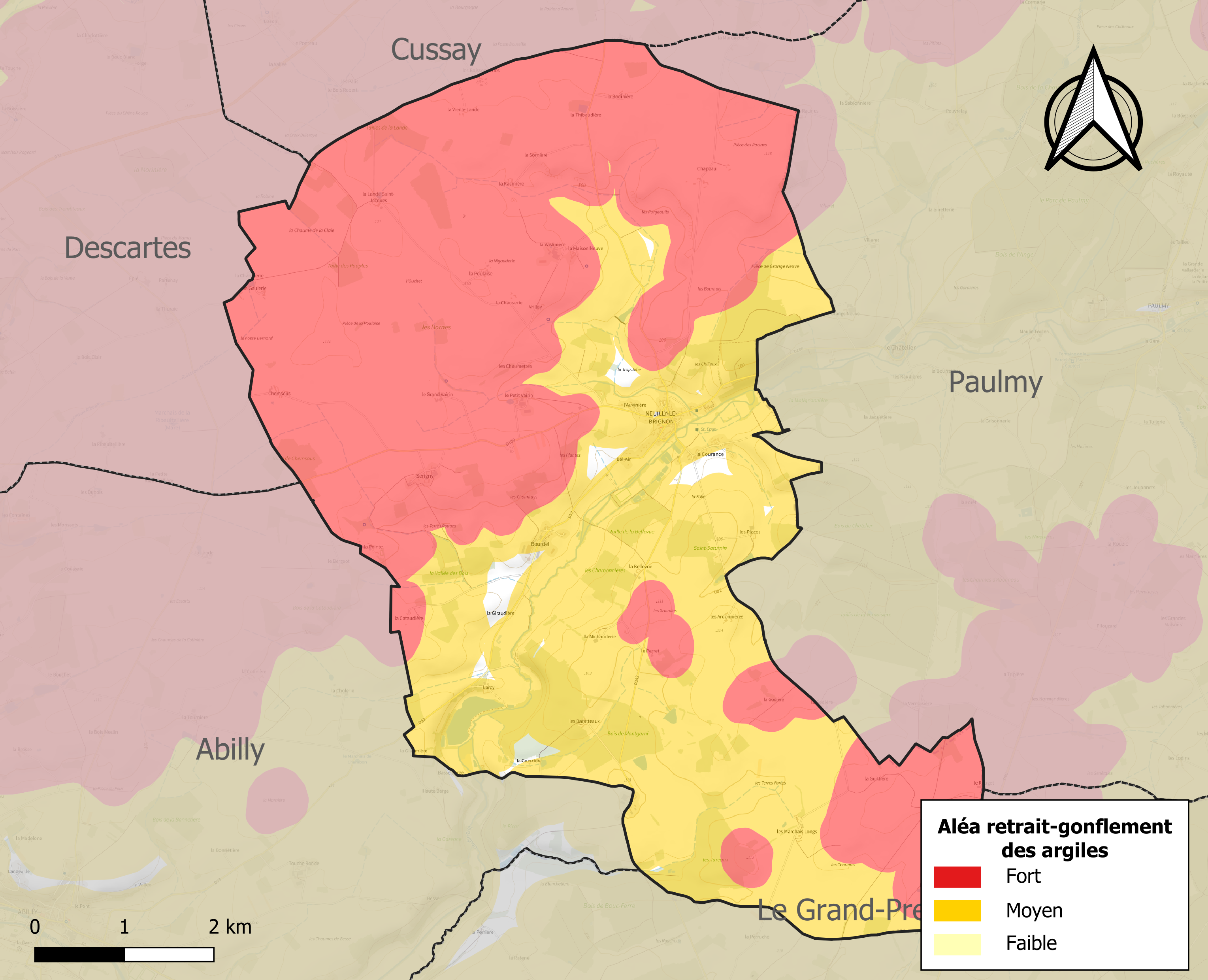
Carte des zones d'aléa retrait-gonflement des sols argileux de Neuilly-le-Brignon.

Le retrait-gonflement des sols argileux est susceptible d'engendrer des dommages importants aux bâtiments en cas d’alternance de périodes de sécheresse et de pluie. 98,5 % de la superficie communale est en aléa moyen ou fort (90,2 % au niveau départemental et 48,5 % au niveau national). Sur les 189 bâtiments dénombrés sur la commune en 2019, 188 sont en aléa moyen ou fort, soit 99 %, à comparer aux 91 % au niveau départemental et 54 % au niveau national. Une cartographie de l'exposition du territoire national au retrait gonflement des sols argileux est disponible sur le site du BRGM,.
Concernant les mouvements de terrains, la commune a été reconnue en état de catastrophe naturelle au titre des dommages causés par la sécheresse en 1996, 1997, 2003, 2011 et 2019 et par des mouvements de terrain en 1999.

## Histoire
Au cours de la Révolution française, la commune, alors nommée Neuilly-le-Noble, adopte le nom de Neuilly-le-Brignon qu'elle conserve.

## Politique et administration
| Période                                  | Période   | Identité                         | Étiquette | Qualité     |
| ---------------------------------------- | --------- | -------------------------------- | --------- | ----------- |
| 1729                                     |           | Pepin C                          |           |             |
| 1793                                     | 1794      | François Patry                   |           |             |
| 1807                                     | 1813      | François Millet                  |           |             |
| 1832                                     | 1834      | Louis Bou                        |           |             |
| 1842                                     | 1862      | Jacques Plessard Sinault         |           |             |
| 1818                                     | ?         | ? Vigeant                        |           |             |
| 1871                                     | 1880      | Eugène Motais                    |           |             |
| 1884                                     | 1899      | Joseph Léandre Fanon             |           |             |
| 1909                                     | 1919      | Jean Hénault                     |           |             |
| 1920                                     | 1923      | Louis Archambault                |           |             |
| 1925                                     | 25/2/1929 | Victor Millet                    |           |             |
| 4/5/1929                                 | 1934      | Alphonse Moury                   |           |             |
| 1935                                     | 1947      | François (dit Joseph) Guéritault |           | Sabotier    |
| 1948                                     | 1958      | Prudent Girault                  |           |             |
| 1959                                     | 1962      | Louis Vigeant                    |           | Vélociste   |
| 1963                                     | 1964      | Raymond Millet                   |           |             |
| 1970                                     | 1978      | Angel Maurice                    |           | Agriculteur |
| 1988                                     | ?         | Marcel Pagny                     |           |             |
| mars 2001                                | 2014      | Ghislain Maurice                 |           |             |
| mars 2014                                | En cours  | Dominique Cointre                | DVD       | Agriculteur |
| Les données manquantes sont à compléter. |           |                                  |           |             |

## Population et société

### Démographie

#### Évolution démographique
L'évolution du nombre d'habitants est connue à travers les recensements de la population effectués dans la commune depuis 1793. Pour les communes de moins de 10 000 habitants, une enquête de recensement portant sur toute la population est réalisée tous les cinq ans, les populations de référence des années intermédiaires étant quant à elles estimées par interpolation ou extrapolation. Pour la commune, le premier recensement exhaustif entrant dans le cadre du nouveau dispositif a été réalisé en 2004.

En 2022, la commune comptait 287 habitants, en évolution de −6,21 % par rapport à 2016 (Indre-et-Loire : +1,67 %, France hors Mayotte : +2,11 %).
| 1793 | 1800 | 1806 | 1821 | 1831 | 1836 | 1841 | 1846 | 1851 |
| ---- | ---- | ---- | ---- | ---- | ---- | ---- | ---- | ---- |
| 702  | 640  | 713  | 631  | 760  | 771  | 602  | 776  | 746  |

| 1856 | 1861 | 1866 | 1872 | 1876 | 1881 | 1886 | 1891 | 1896 |
| ---- | ---- | ---- | ---- | ---- | ---- | ---- | ---- | ---- |
| 767  | 753  | 765  | 702  | 679  | 689  | 708  | 690  | 657  |

| 1901 | 1906 | 1911 | 1921 | 1926 | 1931 | 1936 | 1946 | 1954 |
| ---- | ---- | ---- | ---- | ---- | ---- | ---- | ---- | ---- |
| 628  | 651  | 652  | 591  | 566  | 554  | 570  | 563  | 555  |

| 1962 | 1968 | 1975 | 1982 | 1990 | 1999 | 2004 | 2006 | 2009 |
| ---- | ---- | ---- | ---- | ---- | ---- | ---- | ---- | ---- |
| 535  | 476  | 381  | 325  | 315  | 307  | 319  | 315  | 311  |

| 2014 | 2019 | 2022 | - | - | - | - | - | - |
| ---- | ---- | ---- | - | - | - | - | - | - |
| 303  | 289  | 287  | - | - | - | - | - | - |

#### Pyramide des âges
La population de la commune est relativement âgée.
En 2018, le taux de personnes d'un âge inférieur à 30 ans s'élève à 25,3 %, soit en dessous de la moyenne départementale (34,9 %). À l'inverse, le taux de personnes d'âge supérieur à 60 ans est de 37,7 % la même année, alors qu'il est de 27,8 % au niveau départemental.
En 2018, la commune comptait 152 hommes pour 143 femmes, soit un taux de 51,53 % d'hommes, largement supérieur au taux départemental (48,09 %).
Les pyramides des âges de la commune et du département s'établissent comme suit.
| Hommes | Classe d’âge | Femmes |
| ------ | ------------ | ------ |
| 0,7    | 90 ou +      | 1,4    |
| 15,4   | 75-89 ans    | 12,9   |
| 20,1   | 60-74 ans    | 25,0   |
| 30,2   | 45-59 ans    | 23,6   |
| 8,7    | 30-44 ans    | 11,4   |
| 13,4   | 15-29 ans    | 11,4   |
| 11,4   | 0-14 ans     | 14,3   |

| Hommes | Classe d’âge | Femmes |
| ------ | ------------ | ------ |
| 0,9    | 90 ou +      | 2,2    |
| 7,9    | 75-89 ans    | 10,2   |
| 17,3   | 60-74 ans    | 18,1   |
| 19,8   | 45-59 ans    | 19,1   |
| 17,9   | 30-44 ans    | 17,2   |
| 18,5   | 15-29 ans    | 17,5   |
| 17,6   | 0-14 ans     | 15,6   |

## Culture locale et patrimoine

### Lieux et monuments

#### Vestiges préhistoriques
- Ensemble néolithique du camp de Brenne.

#### Architecture civile
- Ruines du château fort de Neuilly, XVe siècle et XVIe siècle.
- Manoir de La Guerrière, XVIe siècle.
- Manoir de Larçy, XVe siècle.
- Manoir de La Bellevue, XIXe siècle.

#### Architecture sacrée
- Église Saint-Saturnin, XIe siècle et XIIe siècle.

### Personnalités liées à la commune
Jean Vimenet 1914-1999 (peintre, sculpteur).
Il s'installe dans la commune dès 1980, il déclare : « Ce retour aux sources agit sur moi comme un baume de jouvence. Je n'ai jamais tant travaillé. Loin du tumulte et des parlotes de Paris, je redécouvre la lumière de mon pays... »
Marcel Pagny
Maire de la commune durant de nombreuses années.